# Farrer Herschell (1er baron Herschell)
Farrer Herschell, 1er baron Herschell, (2 novembre 1837 - 1er mars 1899) est Lord grand chancelier en 1886, et de nouveau de 1892 à 1895.

## Biographie

### Début de carrière
Il est le fils d'Helen Skirving Mowbray et du révérend Ridley Haim Herschell (en), originaire de Strzelno, en Pologne prussienne. Quand Ridley est un jeune homme, il se convertit du judaïsme au christianisme et joue un rôle de premier plan dans la fondation de la Société britannique pour la propagation de l'Évangile parmi les Juifs. Il finit par fréquenter une chapelle non - conformiste près d'Edgware Road, à Londres, où il dessert une grande congrégation. Farrer fait ses études dans une école privée et à l'University College de Londres où il obtient son diplôme en 1857. Il est considéré comme le meilleur orateur de la University College London Union Debating Society.
La réputation de Herschell persiste après qu'il soit devenu étudiant en droit au Lincoln's Inn. En 1858, il suit les cours de Thomas Chitty, le célèbre plaideur spécial. Ses camarades de classe comprennent Archibald Levin Smith, par la suite maître des Rolls, et Arthur Charles qui devient juge du Banc de la Reine. Il étudie ensuite avec James Hannen, qui devient Lord Hannen. Ses camarades lui donnent le sobriquet "Chef Baron" à cause de son air de supériorité. En 1860, il est admis au barreau et rejoint le circuit nord.
Pendant quatre ou cinq ans, il n'a pas obtenu beaucoup de travail. Il est cependant en sécurité financière. Herschell se rend rapidement utile à Edward James, alors chef du circuit nordique, et à John Richard Quain, le premier bourreau. Pour ce dernier, il prend note des mémoires et rédige des avis juridiques. Quand, en 1866, Quain devient Conseiller de la reine, Herschell hérite d'une grande partie de sa clientèle.

### En politique
En 1872, Herschell devient Conseiller de la reine. En 1874, ses affaires sont si bonnes qu'il se tourne vers la politique et les élections au Parlement. En février de la même année, il est élu pour North Durham. Entre 1874 et 1880, Herschell est assidu dans sa présence à la Chambre des communes. Il n'est pas un orateur fréquent, mais ses quelques efforts lui valent une réputation favorable en tant que débatteur. À une occasion, il propose une résolution en faveur de l'abolition des actions pour violation de la promesse de mariage, sauf en cas de perte matérielle réelle, les dommages et intérêts dans ces cas étant mesurés par le montant de cette perte. Il est remarqué par le Premier ministre William Ewart Gladstone, qui en 1880 le nomme solliciteur général.

### Solliciteur général
Herschell est fait chevalier quelques semaines après sa nomination au poste de solliciteur général, qu'il occupe jusqu'en 1885. Il rédige plusieurs projets de loi, notamment le Irish Land Act de 1881, le Corrupt Practices and Bankruptcy Acts de 1883, le County Franchise Act de 1884 et le Redistribution of Seats Act de 1885. Ce dernier réduit de moitié la représentation de Durham City, l'obligeant ainsi à quitter son siège. Pariant sur le soutien local de la famille Cavendish, il se présente dans la circonscription de North Lonsdale du Lancashire, mais malgré la puissante influence de Lord Hartington, il est battu lors du scrutin. Gladstone, cependant, obtient de nouveau la majorité au Parlement. Herschell sent le poste du solliciteur général lui échapper, et avec lui toutes les perspectives de promotion. Roundell Palmer (1er comte de Selborne) et Henry James (1er baron James de Hereford), cependant, déclinent successivement l'offre de Gladstone du Woolsack, et en 1886 Herschell se retrouve soudainement Lord grand chancelier. Il reçoit également le poste honorifique de capitaine du château de Deal en 1890.

### Lord chancelier

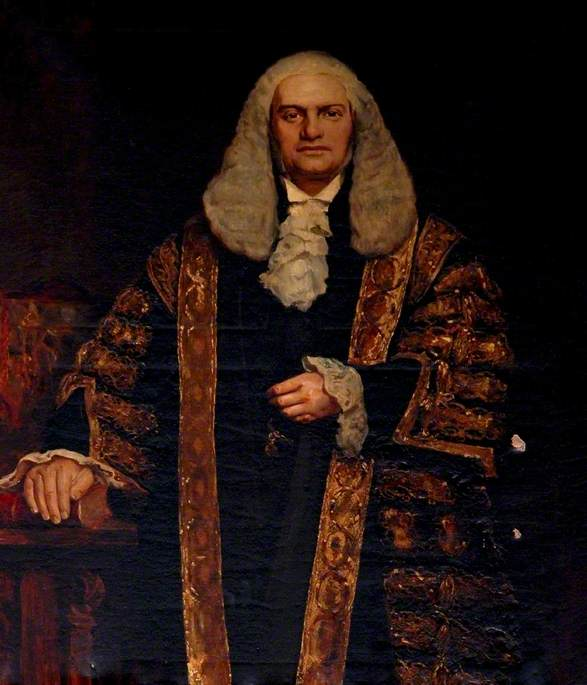
Lord Herschell en tant que Lord Chancellor, par Hubert von Herkomer.

La chancellerie de Herschell dure à peine six mois, car en juin 1886, le projet de loi sur l'autonomie irlandaise de Gladstone est rejeté aux Communes et son gouvernement tombe. En août 1892, lorsque Gladstone revient au pouvoir, Herschell redevient Lord chancelier. En conséquence, il est admis au Conseil privé cette année-là. En mai 1893, il est nommé à l'Ordre du Bain Chevalier Grand-Croix (GCB). En septembre 1893, lorsque le deuxième Home Rule BiIl passe en deuxième lecture à la Chambre des lords, Herschell profite de l'occasion pour justifier sa propre conversion soudaine de 1885 au Home Rule, et celle de ses collègues, en le comparant à la conversion de Wellington à l'émancipation catholique en 1829 et à celle de Robert Peel au libre-échange en 1846. En 1895, cependant, sa deuxième chancellerie prend fin avec la défaite du ministère Rosebery.

### Autre service public
En plus de son travail politique et judiciaire, Herschell rend de nombreux services publics. Il devient sous-lieutenant du comté palatin de Durham en 1885 et du comté de Kent en 1890. En 1888, il préside une enquête dirigée par la Chambre des communes concernant le Metropolitan Board of Works. Il est président de deux commissions royales, l'une sur la monnaie indienne, l'autre sur la vaccination. Il s'intéresse beaucoup à la Société nationale pour la prévention de la cruauté envers les enfants, non seulement en promouvant les actes de 1889 et 1894, mais aussi en vérifiant la vérité des allégations qui sont portées contre la direction de cette société. Il est élu membre de la Royal Society en janvier 1892 .
En juin 1893, il est nommé chancelier de l'Université de Londres, succédant au comte de Derby. Selon Frederick Victor Dickins, le registraire accompli de l'Université, son point de vue sur la réforme est libéral et franchement déclaré, bien qu'au début, il n'est pas tout à fait populaire. Il désarme l'opposition par sa puissance intellectuelle, plutôt que de la conciliation et le compromis, et est parfois peut-être un peu énergique dans son approche de divers sujets de controverse.
Pour ses services spéciaux, il reçoit l'Ordre du Bain en 1893 ce qui est le seul cas où un lord chancelier est décoré d'un ordre. En 1893, il est devenu, à sa fondation, président de la Society of Comparative Legislation.
En 1897, il est nommé, conjointement avec Lord Justice Collins, pour représenter la Grande-Bretagne à la commission de règlement de la Crise vénézuélienne de 1895, qui se réunit à Paris au printemps 1899. Une entreprise aussi compliquée implique une étude approfondie des cartes et des documents historiques. Non content de cela, il accepte en 1898 un siège au haut-commissariat conjoint nommé pour statuer sur le différend frontalier de l'Alaska et pour ajuster les frontières et autres questions importantes en suspens entre la Grande-Bretagne et le Canada, d'une part, et les États-Unis, d'autre part. Il commence pour les États-Unis en juillet de la même année et est reçu cordialement à Washington DC. Ses collègues commissaires l'élisent président.

### Mort
En février 1899, alors que les travaux de la commission battent leur plein, Herchell glisse dans la rue et se fracture le bassin. Sa constitution, qui à une époque est robuste, a été minée par un travail acharné constant et se révèle trop fragile pour soutenir le choc. Le 1er mars, deux semaines seulement après l'accident, il est décédé à l'hôtel Shoreham de Washington, un examen post mortem révélant une maladie cardiaque. John Hay, secrétaire d'État américain, a immédiatement télégraphié à Joseph Hodges Choate, ambassadeur des États-Unis au Royaume-Uni, la profonde tristesse ressentie par le président William McKinley. Sir Wilfrid Laurier déclare le lendemain, dans la chambre du Parlement à Ottawa, qu'il considère la mort de Herschell comme un malheur pour le Canada et pour l'Empire britannique .
Un service funèbre a lieu à l'église épiscopale de St John, Washington, en présence du président et du vice-président des États-Unis, des ministres du cabinet, des juges de la Cour suprême, des membres du haut-commissariat conjoint et d'un grand nombre des sénateurs. Le corps est amené à Londres dans un navire de guerre britannique et un deuxième service funèbre a eu lieu à l'Abbaye de Westminster avant l'inhumation à Tincleton, Dorset, dans l'église paroissiale où il s'est marié.

## Famille
Herschell laisse une veuve qu'il a épousée en 1876, Agnes Adela, fille d'Edward Leigh Kindersley et petite-fille du vice-chancelier Kindersley.
Lady Herschell est décédée à Pau le 23 février 1902. Ils ont un fils, Richard Herschell (2e baron Herschell) (né en 1878), qui succède à son père comme deuxième baron, et deux filles, dont l'artiste Agnes Freda Forres,.